# Frijid Pink
Frijid Pink foi uma banda de hard rock e blues rock estadunidense. Foi formada em 1967 e dissolvida em 1975. Voltou a se reunir em 2001, e posteriormente em 2007.

## Discografia

### Álbuns de estúdio
- 1970: Frijid Pink
- 1970: Defrosted
- 1972: Earth Omen
- 1975: All Pink Inside
- 2002: Inner Heat

### Coletâneas
- 1973: The Beginning Vol. 5
- 2002: Hibernated